# دفاع گرونفلد
دفاع گرونفلد یکی از گشایش‌های بسته شطرنج برای مهره سیاه و شاخه‌ای از دفاع هندی شاه است که با حرکات زیر آغاز می گردد:
```
   1 d4 Nf6
  2. c4 g6
  3. Nc3 d5
```

شناسه این دفاع ECO=D70–D99 می باشد. یکی از گشایش‌های بازی شطرنج  که با حرکت‌های 1. d4 Nf6 2. c4 g6 در شروع بازی آغاز می‌شود هندی شاه نام دارد. سه انتخاب اصلی برای حرکت سوم سفید Nc3 و Nf3 و g3 است و در صورت پاسخ d5 سیاه دفاع گرونفلد پدیدار می‌شود که یک شاخه گشایشی جداگانه است.